# Francisco Bührer
José Francisco Bührer (Tijucas do Sul, 9 de agosto de 1958) é um político brasileiro, atualmente deputado estadual.

## Vida pública
Exerceu o cargo de vereador em São José dos Pinhais nas legislatura de 1989 a 1992 e 1993 a 1996, ocupando o presidência da Câmara Municipal de São José dos Pinhais entre 1995 e 1996. Também foi vice-prefeito em 1996, na chapa encabeçada por Luiz Carlos Setim, sendo reeleito em 2000.
Em 2002, renunciou ao mandato de vice-prefeito para concorrer a uma vaga na Assembleia Legislativa do Paraná, quando foi eleito com mais de 39 mil votos e reeleito nas eleições de 2006, 2010, 2014 e 2018.